# 스위스 지형도

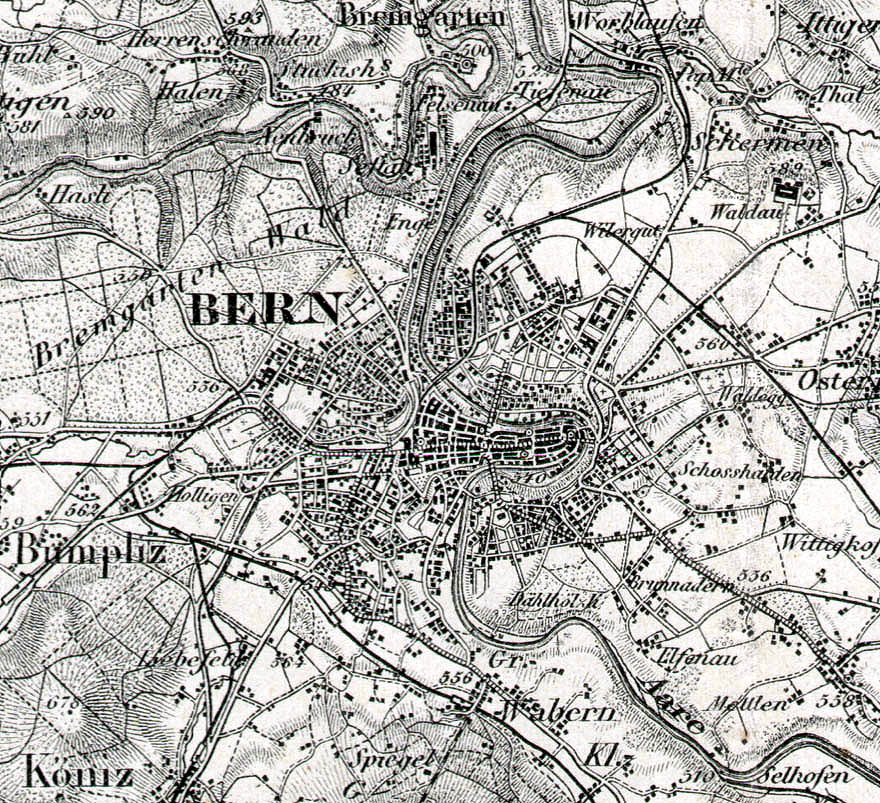
뒤루프 지도에서 그려진 베른

스위스 지형도(독일어: Topographische Karte der Schweiz) 또는 뒤푸르 지도(독일어: Dufourkarte, 프랑스어: Carte Dufour)은 정확한 기하학적 측정을 기반으로 처음으로 스위스를 묘사한 1:100,000 축척 지도 시리즈이다. 스위스의 가장 오래된 공식 지도 시리즈이기도 하다.

## 아틀라스 스위스
1796년부터 1802년까지 아틀라스 스위스(Atlas Suisse)가 요한 하인리히 바이스, 요한 루돌프 마이어, 요아힘 오이겐 뮐러에 의해 아라우에서 출판되었다.
아틀라스 스위스 지도 시리즈는 16장으로 구성되어 있으며, 동판이나 음각 인쇄 방식으로 제작되었으며, 1 : 120,000의 축척으로 스위스 전체를 묘사했다.

## 뒤푸르 지도

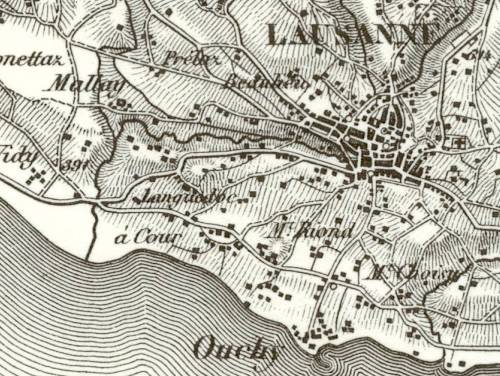
뒤푸르 지도에서 그려진 로잔

뒤푸르 지도의 출판은 기욤 앙리 뒤푸르 휘하의 스위스 연방 지질국에 의해 1845년에 시작되었으며, 1864년 12월까지 계속되었다. 뒤푸르 지도는 주와 스위스 연방의 측정을 기반으로 했다.
뒤푸르 지도의 원본 이미지는 1:25,000 ( 스위스 고원의 경우) 및 1:50,000(산의 경우) 축척으로 생성되었다. 그러나 뒤푸르 지도는 1:100,000 축척으로 출판되어 스위스 영토를 각각 70cm × 48cm로 측정된 25개의 시트로 나눌 수 있었다.
뒤푸르 지도는 처음에는 음각으로, 나중에는 평판 각인으로(1905년부터) 조각 인쇄 과정으로 재현되었다. 1939년까지 뒤푸르 지도 시트의 개정판이 이따금 있었다. 최초의 단색 지도는 1908년에 추가 색상을 추가하여 개선되었으며, 1938년에는 또 다른 색상으로 개선되었다.
(스위스에서 대부분 언덕이 많거나 산이 많은) 시골은 뒤푸르 지도에 선영(등고선처럼 토지의 기복을 타나내기 위한 가는 선)로 묘사되어 있어 특히 생생하게 보이다. 호수 표면 아래의 기복과 표고 차이는 등고선으로 상징되었다. 이 소위 “스위스 스타일” 묘사는 많은 찬사를 받았고, 여러 국제상을 수상했다.

## 뒤푸르 지도의 유산
뒤푸르의 작업은 스위스 연방이 군대와 행정부를 위한 귀중한 도구를 가질 수 있도록 했다. 지도에 대한 일부 조사는 주 정부에서 수행되었지만, 연방 정부는 접근이 어려운 산악 지역의 데이터를 추적하여 기여했다. 이러한 조치는 1818년에, 그리고 1836년에서 1862년 사이에 발생했다.
뒤푸르 지도는 또한 19세기 후반과 20세기 초반의 스위스 지리에 대한 정확한 아이디어를 전달한다. 사라진 마을, 후퇴한 빙하, 그 이후로 변한 산의 이름을 볼 수 있다. 다양한 버전의 뒤푸르 지도는 스위스의 인구 통계학적 추세, 정착지의 확장 및 강의 댐 건설, 도로 건설 및 철도 개발과 같은 영토의 중요한 변화에 대한 신뢰할 수 있는 개요를 제공한다.

## 지크프리트 지도
1870년부터 원래 뒤푸르 지도 이미지의 1:25,000 축척으로된 지도 시리즈가 공식 이름인 스위스 지형 지도(독일어: Topographischer Atlas der Schweiz)로 출판되었으며, 지그프리트 아틀라스 또는 지그프리트 지도(독일어: Siegfriedkarte; 프랑스어: Carte Siegfried)로도 알려졌다.